# Куюнджич, Антонио
Антонио Куюнджич (швед. Antonio Kujundžić; род. 20 января 2006, Кальмар) — шведский и хорватский футболист, полузащитник «Кальмара».

## Клубная карьера
Начинал заниматься футболом в клубе «Трекантен», после чего провёл год в академии «Кальмара». Затем выступал за «Рёдебю». Через несколько лет вернулся в «Кальмар». Осенью 2020 года дебютировал за команду клуба до 19 лет. Весной 2021 года перешёл в хорватский «Лучко», а летом того же года присоединился к академии загребского «Динамо». В его составе становился победителями молодёжных турниров, выступал в Юношеской лиге УЕФА.
В начале июля 2024 года вернулся в «Кальмар», с которым подписал контракт, рассчитанный на три с половиной года. 27 июля в игре с «Норрчёпингом» дебютировал в чемпионате Швеции, заменив на 69-й минуте Ромарио.

## Карьера в сборной
Выступал за юношеские сборные Хорватии различных возрастов. В мае 2023 года в составе сборной до 17 лет принимал участие в юношеском чемпионате Европы в Венгрии. На турнире провёл два матча на групповом этапе: с Англией и Нидерландами.
Осенью 2023 года решил выступать за сборные Швеции. 12 октября дебютировал за юношеской сборной Швеции в товарищеской встрече со сборной Польши.

## Клубная статистика
| Выступление      | Выступление      | Выступление      | Лига | Лига | Кубки | Кубки | Конт. кубки | Конт. кубки | Итого | Итого |
| Клуб             | Лига             | Сезон            | Игры | Голы | Игры  | Голы  | Игры        | Голы        | Игры  | Голы  |
| ---------------- | ---------------- | ---------------- | ---- | ---- | ----- | ----- | ----------- | ----------- | ----- | ----- |
| Кальмар          | Алльсвенскан     | 2024             | 1    | 0    | 0     | 0     | 0           | 0           | 1     | 0     |
| Кальмар          | Итого            | Итого            | 1    | 0    | 0     | 0     | 0           | 0           | 1     | 0     |
| Всего за карьеру | Всего за карьеру | Всего за карьеру | 1    | 0    | 0     | 0     | 0           | 0           | 1     | 0     |